# スクリーム・ブラッディ・ゴア
スクリーム・ブラッディ・ゴア（Scream Bloody Gore）は、アメリカのデスメタルバンド、デスによるデビューアルバム。1987年5月25日にリリースされた。

## 概要
アルバムは実際には2回録音されており、2回目にロサンゼルスでレコーディングしたものがコンバット・レコードより完全なアルバムとしてリリースされた。最初は、フロリダでリズムギターとドラムのトラックのみが録音されたが、これを聞いたレーベルは満足できなかったため、シュルディナーとレイファートは、カリフォルニアでランディ・バーンをプロデューサーとして迎えてアルバムを再録音した。最初のセッションはプロモーションテープとしてリリースされ、最終的には海賊版になった。「Legion of Doom」は、デスのライブの長年の定番であり、最初に作った曲でもある。
アルバムの特定の曲はホラー映画からインスピレーションを得ている。「Reggurgitated Guts」は1980年の映画「地獄の門」、「Beyond the Unholy Grave」は1981年の映画「ビヨンド」、「Zombie Ritual」は1979年の映画「サンゲリア」の影響を受けた。これらの映画はすべてイタリアの映画監督、ルチオ・フルチの作品である。

## トラック
| #   | タイトル               | 作詞 | 作曲・編曲 | 時間 |
| --- | ---------------------- | ---- | ---------- | ---- |
| 1.  | 「Infernal Death」     |      |            | 2:54 |
| 2.  | 「Zombie Ritual」      |      |            | 4:35 |
| 3.  | 「Denial of Life」     |      |            | 3:37 |
| 4.  | 「Sacrificial」        |      |            | 3:43 |
| 5.  | 「Mutilation」         |      |            | 3:30 |
| 6.  | 「Regurgitated Guts」  |      |            | 3:47 |
| 7.  | 「Baptized in Blood」  |      |            | 4:31 |
| 8.  | 「Torn to Pieces」     |      |            | 3:38 |
| 9.  | 「Evil Dead」          |      |            | 3:01 |
| 10. | 「Scream Bloody Gore」 |      |            | 4:35 |

| #   | タイトル                    | 作詞 | 作曲・編曲 | 時間 |
| --- | --------------------------- | ---- | ---------- | ---- |
| 11. | 「Beyond the Unholy Grave」 |      |            | 3:08 |
| 12. | 「Land of No Return」       |      |            | 3:00 |

## 参加メンバー
- チャック・シュルディナー(vo/gt/ba)
- クリス・レイファート(dr)